# Erich Kuttner
Erich Kuttner (né le 27 mai 1887 à Schöneberg, mort le 6 octobre 1942 au camp de concentration de Mauthausen) est un journaliste, homme politique et résistant allemand au nazisme.

## Biographie
Ses parents sont le marchand juif Benno Kuttner et sa femme Lina Kaufmann. Il étudie le droit de 1905 à 1909 à Berlin et Munich. De 1909 à 1910, il est magistrat. En 1910, il rejoignit le SPD, est renvoyé pour cette raison de son poste de juriste et devient journaliste aux journaux sociaux-démocrates Freies Volk et Chemnitzer Volksstimme. En 1915, il se porte volontaire pour le service militaire et est grièvement blessé l'année suivante à Verdun.
En 1916, il devient rédacteur au journal Vorwärts et fonda en 1917 l'association des anciens combattants et des blessés de guerre et en devient le président. En tant que partisan du gouvernement de Friedrich Ebert, il organise le "régiment du Reichstag" en 1919 lors de la révolte spartakiste de Berlin et participe activement à la répression du soulèvement.
Il est de 1921 à 1933 membre du parlement prussien et est le président du groupe SPD à la dissolution du Parlement en 1933. Il joue un rôle de premier plan dans l’enquête parlementaire sur les Fememords. Kuttner, qui dans cette période fait partie de l'aile droite du parti, est toujours éditeur de 1922 à 1923 du magazine Die Glocke et rédacteur en chef de 1924 à 1927 du magazine satirique social-démocrate Lachen Links.
Le 2 mai 1933, après une activité de résistance illégale en Allemagne, il se sauve lui-même à Prague, aux Pays-Bas, où il continue d'exercer sa profession de journaliste. En exil, Kuttner développe des idées à gauche et rejoint à Amsterdam le groupe des socialistes révolutionnaires d'Allemagne. Il travaille dans la résistance au régime nazi et préconise une coopération limitée avec le KPD. Dans le cercle Lutetia (1935-1936), il s'efforce de créer un "front populaire" contre la dictature hitlérienne.
En 1936, il se rend en Espagne pour rendre compte de la guerre civile. Il travaille pour la radio Deutscher Freiheitssender 29,8 et est blessé en juillet 1937 lors des combats à Brunete, à l’est de Madrid, puis rentre à Amsterdam. Le 14 mai 1940, quatre jours après l'invasion des troupes allemandes, il tente de se suicider, mais il n'est pas d'abord inquiété. Le 10 avril 1942, il est arrêté chez lui par la Gestapo et emmené par le camp de concentration d'Amersfoort pour le camp de concentration de Mauthausen, où il est assassiné le 6 octobre 1942.